# La Cantera, Tlahuapan
La Cantera är en ort i Mexiko.   Den ligger i kommunen Tlahuapan och delstaten Puebla, i den sydöstra delen av landet, 60 km öster om huvudstaden Mexico City. La Cantera ligger 2 625 meter över havet och antalet invånare är 199.
Terrängen runt La Cantera är huvudsakligen kuperad, men österut är den platt. Runt La Cantera är det ganska tätbefolkat, med 134 invånare per kvadratkilometer. Närmaste större samhälle är San Martin Texmelucan de Labastida, 17,8 km öster om La Cantera. Trakten runt La Cantera består till största delen av jordbruksmark.